# 増し締め
増し締め（ましじめ）とは、すでに締結されているボルトやナットをさらに締め込むこと。
または、ボルトまたはナットの締結トルクを検査する目的で、トルクレンチによりトルクを見ながら締め込むこと。このとき、ボルトやナットが動き出すトルク値を「増し締めトルク」といい、製品の組立て品質を確認したり、耐久試験が終了した試料の締結部信頼性を確認する目的で測定される。